# Нижній Бестях (станція)
61°52′03″ пн. ш. 129°57′23″ сх. д. / 61.8675° пн. ш. 129.95638888889° сх. д.
Нижній Бестях (якут. Аллараа Бэстээх) — станція АК «Залізниці Якутії». Кінцева (станом на 2014 рік) станція дільниці Беркакіт — Томмот — Нижній Бестях Амуро-Якутської магістралі.
Відкрита у 2013 році. Станом на початок 2014 року на лінії здійснюється тільки рух вантажних поїздів. Пасажирський рух введено у липні 2019 р.